# Campeonato Gaúcho de Futebol de 1992 - Série A
O Campeonato Gaúcho de Futebol de 1992 foi a 72ª edição da competição no Estado do Rio Grande do Sul. Participaram do campeonato 22 clubes. Depois de várias fases os dois melhores fizeram a final em dois jogos. A disputa teve seu início em 26 de julho e o término em 23 de dezembro de 1992. O campeão deste ano foi o Internacional.

## Participantes
| - Aimoré (São Leopoldo)24ª - Brasil-PE (Pelotas)37ª - Caxias (Caxias do Sul)31ª - Dinamo (Santa Rosa) 2ª - Esportivo (Bento Gonçalves)22ª - Glória (Vacaria) 4ª - Grêmio (Porto Alegre)50ª - Grêmio Santanense (Santana do Livramento) 8ª - Guarani-VA (Venâncio Aires) 2ª - Guarany-CA (Cruz Alta) 6ª - Internacional (Porto Alegre)48ª | - Inter-SM (Santa Maria) 24ª - Juventude (Caxias do Sul)30ª - Lajeadense (Lajeado)10ª - Novo Hamburgo (Novo Hamburgo)47ª - Passo Fundo (Passo Fundo)14ª - Pelotas (Pelotas)36ª - Santa Cruz -RS (Santa Cruz do Sul)23ª - São Luiz (Ijuí) 6ª - São Paulo (Rio Grande)20ª - Ta-Guá (Getúlio Vargas) 2ª - Ypiranga (Erechim)13ª |

## Regulamento
Novamente, os times foram divididos em dois grupos de 11 equipes cada, jogando entre si dentro e fora do grupo. Os quatro melhores de cada grupo passavam para a segunda fase.Se classificaram: Pelotas, Grêmio, Brasil, Inter (SM), Internacional, Esportivo, Glória e Caxias.As equipes eram divididas em dois grupos de quatro equipes cada, nos quais o primeiro colocado se classificava para a final.

## Tabela

### Final
| 20 de dezembro | Grêmio  | 1 — 3 | Internacional      | Estádio Olímpico Monumental |
|                | Alcindo |       | Marquinhos · Nando | Árbitro: Sílvio Oliveira    |

| 23 de dezembro | Internacional | 0 — 0 | Grêmio | Estádio Beira-Rio                         |
|                |               |       |        | Público: 17,490 Árbitro: Renato Marsiglia |

## Campeão
| Campeonato Gaúcho de 1992          |
| ---------------------------------- |
| INTERNACIONAL Campeão (31º título) |

## Artilharia
- 13 gols: Gilson (Brasil/PEL)

## Segunda Divisão
Campeão: Brasil (Farroupilha)
Vice-Campeão: Guarany (Garibaldi)